# Mahjar
O Mahjar (em árabe: المهجر / al-mahjar) é um movimento literário iniciado por escritores de língua árabe que emigraram para a América, vindos do Líbano, da Síria e da Palestina, na virada do século XX. Como seus antecessores no movimento Al-Nahda (ou o "Renascimento árabe"), os escritores de Mahjar foram estimulados por seu encontro pessoal com o Ocidente e participaram amplamente da renovação da literatura árabe. Khalil Gibran foi o mais influente dos poetas de Mahjar.

## América do Sul
O primeiro jornal de língua árabe no Brasil, Al-Faiáh (em árabe: الفيحاء), apareceu em Campinas em novembro de 1895, seguido da Al-Brasil (em árabe: البرازيل) em Santos menos de seis meses depois. Os dois se fundiram um ano depois em São Paulo. O primeiro círculo literário em língua árabe da América do Sul, Riwaq al-Ma'arri, foi fundado em 1900 por Sa'id Abu Hamza, também estabelecido em São Paulo.